# Hegba (Bot-Makak)
Pour les articles homonymes, voir Hegba.
Hegba est un village de la région du Centre du Cameroun, situé dans la commune de Bot-Makak.

## Population et développement
En 1962, la population de Hegba était de 338 habitants, constituée pour l’essentiel de Bassa. Elle est de 1 149 habitants lors du recensement de 2005. 

## Personnalités liées à Hegba
- Thomas Mongo, évêque de Douala, est né à Hegba en 1914[3].